# M/S Song of Norway
Pour les articles homonymes, voir Song of Norway (film).
Le M/S Song of Norway (renommé ultérieurement Sundream, Dream Princess, Dream, Clipper Pearl, Clipper Pacific, Festival, Ocean Pearl, Formosa Queen) est un des premiers navires construits spécialement comme bateau de croisière. Il entre en service en 1970, armé par la compagnie Royal Caribbean International dont il est le premier vaisseau, et est démantelé en 2014, après avoir servi de casino flottant ses dernières années.

## Caractéristiques
Le navire a à sa mise à l'eau une jauge brute de 18 000 et peut transporter 724 passagers. Après un radoub de 1978, il est rallongé de 85 pieds, pour atteindre une capacité de 1 200 passagers et une jauge de 23 000.

## Histoire

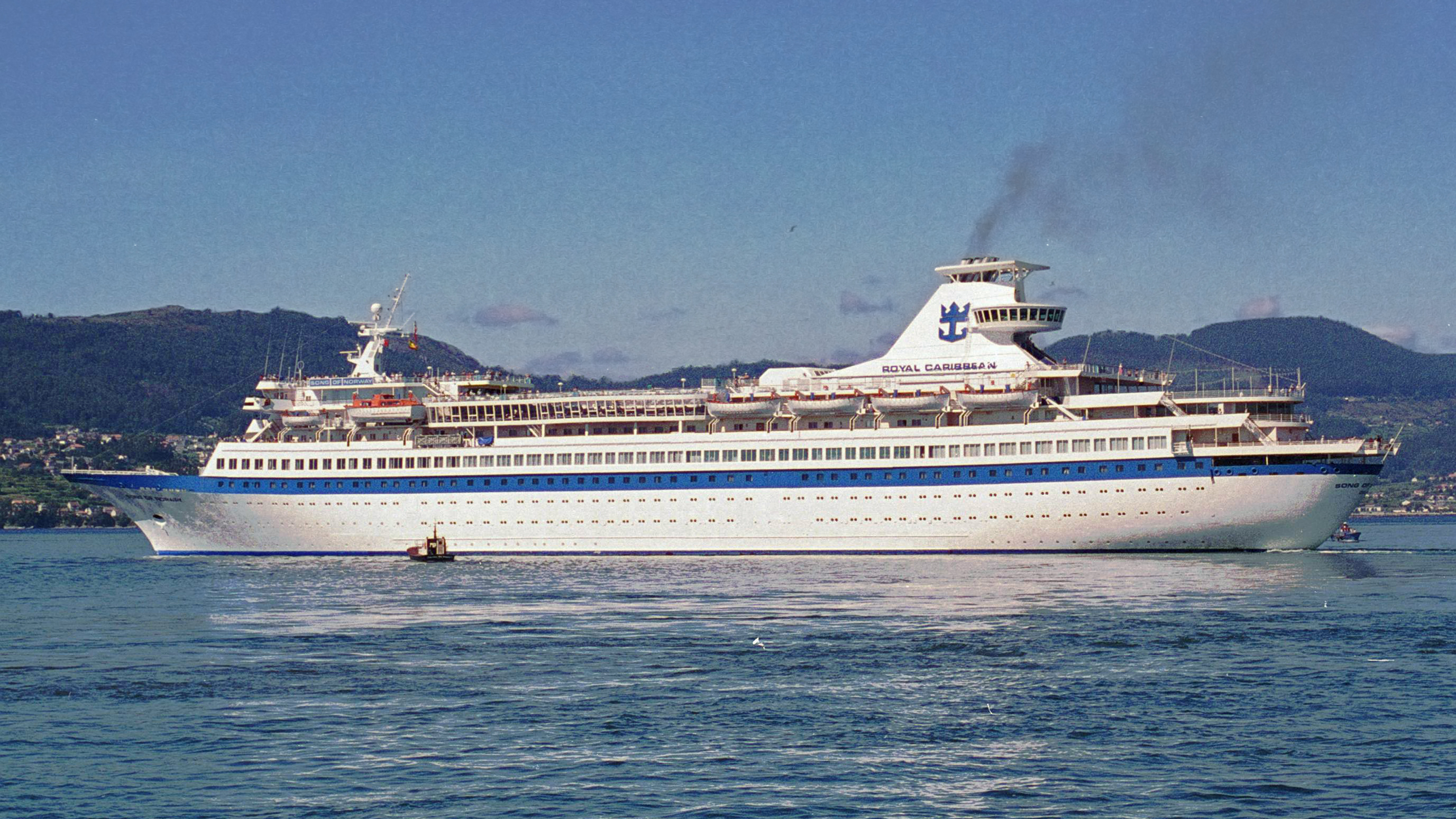
M/S Song of Norway en 1994.

Il est construit à Helsinki, en Finlande, en 1970. Nommé Song of Norway, il est le premier navire qu'investit le croisiériste Royal Caribbean International. Il embarque des passagers pour des croisières de sept ou quatorze jours au départ de Miami. Il est le premier paquebot à desservir le complexe hôtelier Royal Caribbean de Labadee, en Haïti.

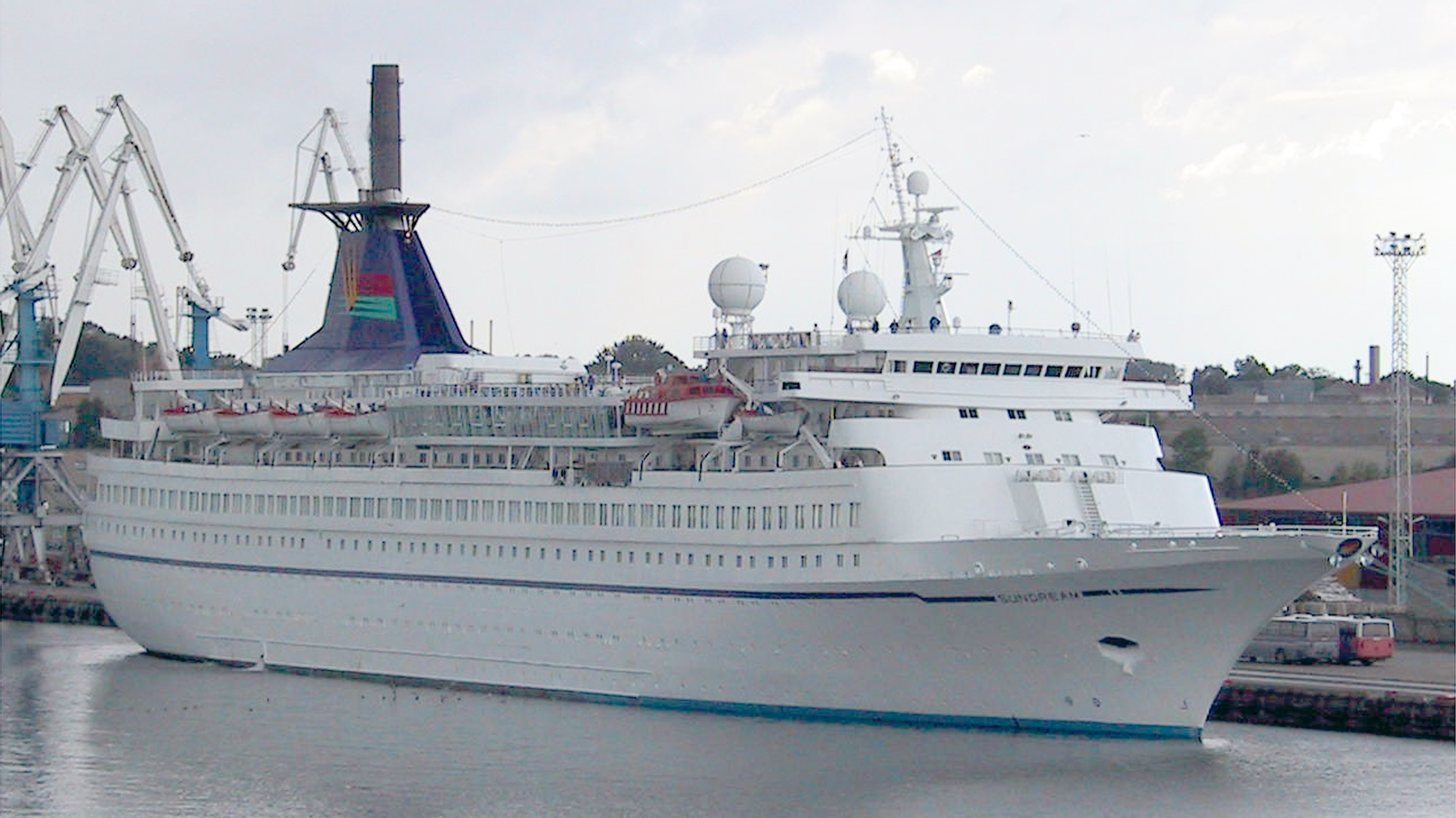
Le M/S Sundream dans le port de Tallinn en 2001.

En 1996, dépassé par les navires considérablement plus gros de la flotte de Royal Caribbean International, il est vendu à Sun Cruises (aujourd’hui intégré dans Thomas Cook AG), qui l'exploite sous le nom de Sundream.
En octobre 2004, il est vendu à la compagnie israélienne Caspi Cruises qui le réaménage et le renomme M/S Dream Princess. Il opère pour la saison 2005 depuis Haïfa, effectuant des croisières de quatre nuits entre Haïfa et Alanya, Rhodes et Larnaca, poussant parfois à Marmaris ou Santorin. En janvier 2006, le navire est utilisé pour héberger des étudiants de l'Université Tulane après que l'ouragan Katrina a frappé la Nouvelle-Orléans.
Le 18 septembre 2007, alors qu'il est ancré dans le port de Rhodes, le paquebot prend une gîte de 10 degrés. Quatre membres d'équipage sont arrêtés, soupçonnés d'avoir délibérément échoué le navire. Les plongeurs enquêtant sur l'incident découvrent que les écoutilles de la coque conçues pour évacuer les déchets non traités dans l'océan, avaient été grossièrement bouchées avec des morceaux de bois, pour empêcher le rejet.
Deux mois plus tard, sous des vents violents le Dream Princess rompt ses amarres et entre en collision avec un cargo adjacent. L'incident cause des dommages mineurs aux deux navires.
En novembre 2007, il est racheté par Pearl Owner Ltd., une société du groupe Clipper au Danemark, basée aux Bahamas. Après un réaménagement en Turquie et à Malte, le navire est rebaptisé Clipper Pacific et exploité par l'organisation Peace Boat, pour laquelle il fait le tour du monde au départ du Japon. Des avaries répétées interrompent son périple au Pirée, en Grèce. À nouveau vendu, il est renommé Festival, puis Clipper Pearl et Clipper Pacific.
Le 16 juillet 2008, le Clipper Pacific est placé sous séquestre à New York par les garde-côtes des États-Unis pour de nombreuses infractions à la sécurité, notamment une coque qui fuit. D'autres réparations importantes sont effectuées en cale sèche à Tampa, en Floride, où de nouveaux problèmes de sécurité sont découverts,.
Il reprend du service comme paquebot de croisière en 2009 pour Caspi Cruises sur la Méditerranée, et à partir de 2010 pour Happy Cruises de Quail Travel sous le nom de M/V Ocean Pearl. La faillite de cette société le bloque en pleine croisière, à Malaga, en Espagne.
En avril 2012, le M/S Ocean Pearl est vendu pour être utilisé en Chine comme casino flottant,. Il est rebaptisé Formosa Queen et exploité par Asia Star Cruises.
En novembre 2013 enfin, le navire est vendu à des ferrailleurs. Il est démantelé en Chine en 2014,.

## Galerie

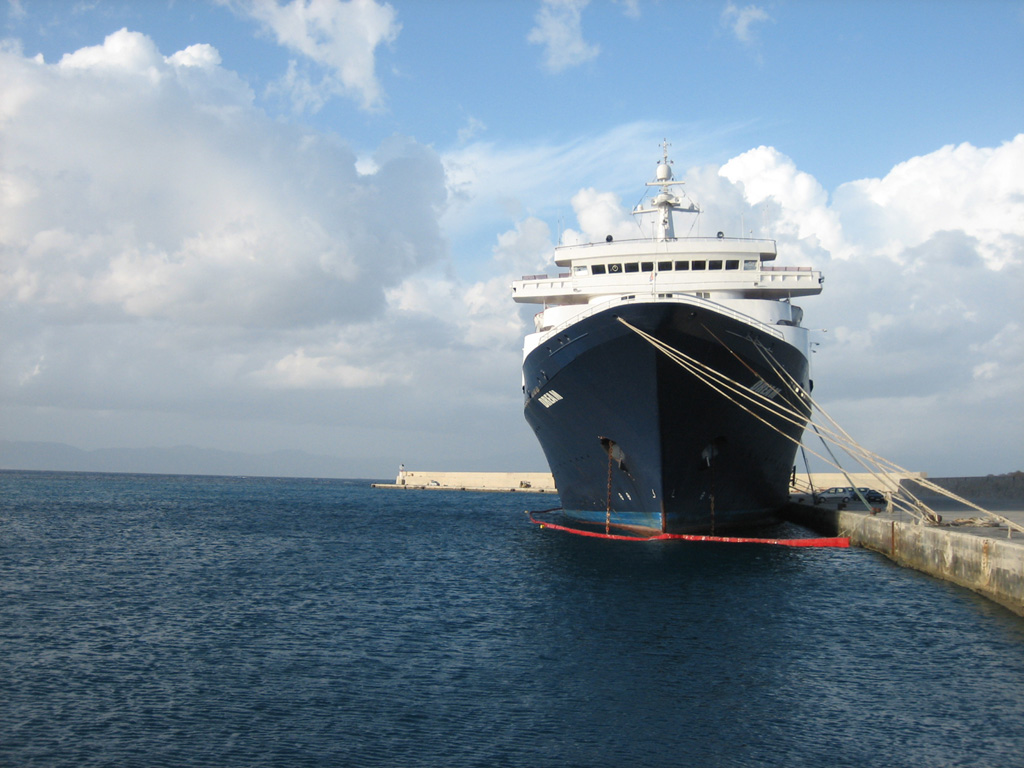
Le M/S Dream Princess à l'ancre dans le port de Rhodes en novembre 2007. Des filets de protection autour de la coque limitent les fuites d'huile.
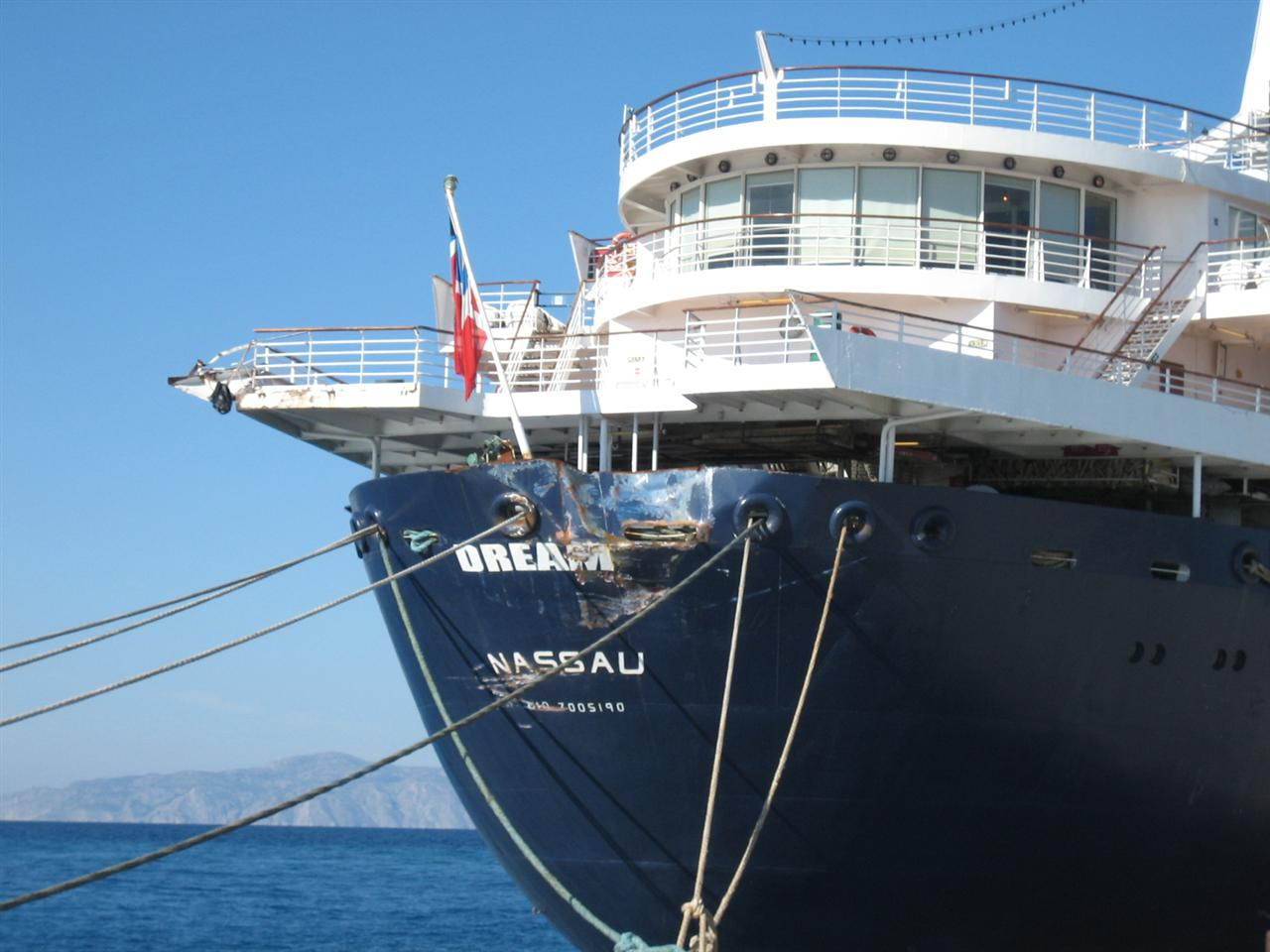
La poupe endommagée du M/S Dream Princess après sa collision du 18 novembre 2007.